# Château de Randan
Le château de Randan, ou Domaine royal de Randan, est un château situé sur la commune de Randan dans le département du Puy-de-Dôme en France. Le domaine appartient aujourd'hui au conseil régional d'Auvergne-Rhône-Alpes, qui en assure la restauration, l'entretien et l'animation.

## Histoire du Domaine royal

### Débuts et grande époque
En 1821, un premier château construit au XVIe siècle et quarante hectares de terrain sont acquis par Louis-Philippe duc d'Orléans et sa sœur Adélaïde. Dès 1822, ils commandent la restauration du bâtiment existant et une extension à l'architecte Pierre Fontaine.

« Comment les restes d'un vieux château de briques flanqué de tours, bâti sous François Ier  (...) les débris d'une vieille bâtisse qui n'a jamais été achevée de manière à pouvoir être habitée (...) située à l'extrémité d'un petit village  de la Limagne d'Auvergne, à trois lieues de la  grande route (...), sans eaux, sans dépendances, sans jardins, sans rien de ce qui rend une habitation agréable, pourront-ils devenir la résidence convenable et commode d'une princesse de la maison d'Orléans ? »

— Journal de Fontaine cité par Alexandre Gady.
À ses dires, le futur roi des Français aurait poussé à cet achat et à ces travaux en vue de se ménager une retraite loin de Paris en cas de péril, préférant un exil auvergnat à une nouvelle émigration, qui ne lui fut pourtant pas épargnée puisqu'il dut partir en mars 1848 pour l'Angleterre où il mourut deux ans plus tard à Claremont.
La proximité des immenses propriétés forestières de la famille est la seconde raison de cet achat.
Le projet est d'envergure. Outre le château, d'autres bâtiments seront construits : la maison de l'Inspecteur, les grands communs et une orangerie. Il verra également l'extension des terres du domaine dont la surface atteint 110 ha à la mort d'Adélaïde d'Orléans en 1847. Un magnifique parc paysager sera également créé.

« Mes parents avaient l'habitude, à l'époque des vacances, de nous emmener faire un petit voyage soit à Eu, soit à Randan, grande propriété de ma tante en Auvergne (...) séjour (qui) n'offrait pas grand intérêt. On quittait la grand'route à Aigueperse ; on attelait six ou sept paires de bœufs à la voiture ; des Auvergnats en grands chapeaux et costumes, armés de gaules, dirigeaient l'attelage ; la voiture oscillait, dans des chemins boueux, coupés de montagnes et de vallées. La grande distraction du séjour était d'aller faire visite à madame la Dauphine, qui faisait une cure annuelle à Vichy. »

— François Ferdinand d'Orléans prince de Joinville (Vieux Souvenirs 1818-1848, Mercure de France, coll. « Le Temps retrouvé », 1970, p. 36 et 37) (le prince de Joinville est le père de Françoise d'Orléans, la grand-mère paternelle du deuxième comte de Paris cité plus loin à plusieurs reprises).
Une vue réalisée à cette époque montrant la longue terrasse des cuisines reliant le château à la chapelle, jardinée et ornée de deux rangées de dix arbustes en caisses, est donnée par un fixé sous verre dû à l'entourage du peintre miniaturiste Jean-François Lebelle (fl. 1806-† après 1831), qui fut vendu 3 000 euros le 28 février 2017 à l'Hôtel Drouot (reprod. coul. p. 143 de La Gazette Drouot n° 10 du 10/03/2017).
Description vers 1850 du château et du parc contemporaine de Madame Adélaïde par Georges Touchard-Lafosse :

« (...) La royale propriétaire de ce domaine ne le visite pas souvent ; cependant c'est un séjour enchanteur. Le parc, artistement dessiné, est coupé d'allées nombreuses bien sablées ; il est aussi planté de beaux bouquets d'arbres et d'arbustes. Des fleurs y répandant partout leur parfum ; d'admirables perspectives y sont adroitement ménagées. C'est une vue superbe, qui, à elle seule, vaut le voyage. Le château n'a rien de positivement curieux : c'est une vaste et splendide maison bourgeoise. L'intérieur est tout moderne aussi : c'est fort propre, fort élégant, fort riche. On visite donc Randan pour sa terrasse, pour sa chapelle, pour ses cuisines, pour sa salle à manger ; les cuisines sont si grandes, les fourneaux, les foyers, les broches y sont si vastes, si multipliés, que Rabelais s'en fut inspiré pour les apprêts du dîner de Pantagruel. »

Un visiteur du Second Empire :

« (...) derrière une grille protégée par deux lions de pierre inoffensifs, apparaît le château. C'est un corps de logis principal, flanqué de deux tourelles et de deux ailes en retour vers l'entrée. Deux grosses tours pointues le défendent du côté de la Limagne. Ses tours, ses tourelles, ses toits aigus couverts d'ardoise, la symétrie des briques rouges et brunes de ses murailles, nous font croire que nous avons sous les yeux un de ces châteaux comme on en bâtissait du temps de la ligue. Il n'en est rien : c'est un pastiche moderne (...) Aujourd'hui la terre de Randan est possédée par le duc de Oliveira. Un des nombreux visiteurs n'était venu que pour contempler le lit du roi Louis-Philippe; un autre voulait voir dans toutes les statues, dans toutes les peintures, dans tous les dessins, des oeuvres de la princesse Marie (...) A la chapelle, il  pouvait admirer un ange de la noble et royale artiste,  (....) (elle) est unie au château par une longue et large terrasse d'où le regard plonge et s'étend  dans la grasse et fertile Limagne, et d'où l'oeil se repaît de verdure, de lumière et d'azur. »

— Louis Nadeau, Voyage en Bourbonnais - Moulins, Néris, Vichy Bourbon-l'Archambault et leurs environs (1865, p. 274 à 276 - réédition de 2000).

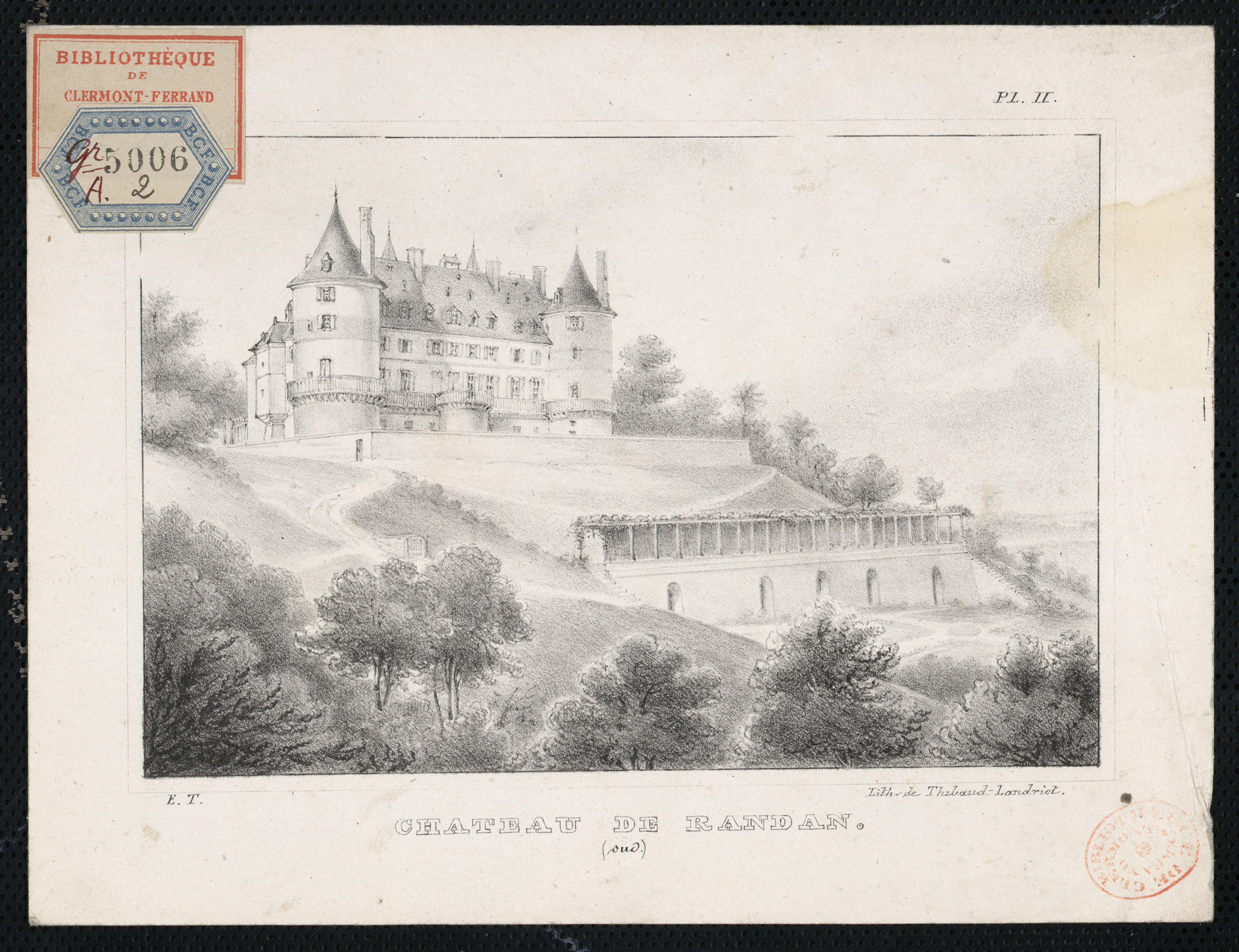
Lithographie du XIXe siècle du château de Randan.Bibliothèque du patrimoine de Clermont.

Adélaïde étant morte célibataire et sans enfants, le domaine revient à un de ses neveux, le plus jeune fils du roi Louis-Philippe, Antoine d'Orléans duc de Montpensier. À sa mort, sa fille aînée Marie-Isabelle d'Orléans-Montpensier-Espagne hérite du domaine ; épouse du premier comte de Paris Philippe d'Orléans, son cousin germain, elle entreprend de redonner au domaine son lustre et y apporte des aménagements et du confort moderne (électricité en 1909 et eau courante en 1912).
Henri d'Orléans, autre porteur du titre de 1929 à 1999 (c'est-à-dire deuxième comte de Paris ; il était le fils de Jean de Guise, lui-même fils de Robert de Chartres, et d'Isabelle d'Orléans-Paris, et par cette dernière le petit-fils maternel du premier comte de Paris — et aussi son petit-neveu, car son grand-père paternel Robert duc de Chartres était le frère cadet du premier comte de Paris — et de Marie-Isabelle d'Orléans-Montpensier qu'on vient d'évoquer), séjourne enfant dans cette propriété familiale, où fin juillet 1914 la famille apprend la déclaration de guerre. En 1915, après y avoir installé un hôpital militaire annexe de celui de Vichy, la première comtesse de Paris et sa fille la reine de Portugal Amélie d'Orléans se font infirmières et y soignent les soldats blessés.
L'écrivain régional Henri Pourrat a évoqué ce château bourbonnais et « ses tapisseries de briques noires et roses (...) l'esplanade à nobles ombrages (...) On faisait proverbe de ses immenses cuisines, si bien agencées que les fumets ne pouvaient en se croisant altérer la saveur des sauces ».

### Déclin
En 1919, au décès d'Isabelle d'Orléans-Montpensier, le domaine échoit à son fils cadet Ferdinand, dernier « duc de Montpensier ». En 1921, sur les instances de ses sœurs, il épouse en l'église de Randan Isabelle Gonzalez de Olañeta e Ibarreta (1895-1958), 3e marquise de Valdeterazzo, fille du vicomte de Las Antrinas. Le couple vit seulement trois ans au domaine de Randan, Ferdinand y décédant précocement en 1924, dans sa quarantième année.
L'été suivant, dans la nuit du 25 au 26 juillet 1925, lors d'un séjour de la « duchesse » et de quelques amies, le château est ravagé par un violent incendie qui laissa des ruines qui ne furent pas relevées.
Les plus belles pièces du mobilier qui avaient pu être sauvées du brasier sont transportées en Espagne chez la « duchesse de Montpensier » ; le reste, dont de nombreux trophées de chasse de Ferdinand d'Orléans, dioramas réalisés par le grand taxidermiste anglais Rowland Ward, fut entreposé dans les vastes communs du château.
Le 25 juillet 1940 est élaborée dans la vaste clairière de la forêt de Randan la charte constitutive des « Compagnons de France », mouvement créé puis aboli par le régime de Vichy, inspiré par le scoutisme et l'armée, destiné à « encadrer les adolescents perdus dans l'exode et les jeunes garçons défavorisés », dirigé par Henry Dhavernas puis Guillaume de Tournemire ; cette manifestation n'a pu être organisée sans l'accord de sa propriétaire, qui était proche des milieux franquistes ; en septembre 1940 y est organisé un premier « camp de jeunesse » ; une photographie y montre Philippe Pétain, chef de l'État français, entouré de jeunes gens en tenue (cf. Françoise Renaudot, Les Français et l'Occupation, Robert Laffont, 1975, p. 91).
Le maréchal y revient le 26 juillet 1942 où 5 000 jeunes avaient monté un immense camp de tentes blanches – et y rend hommage à leur action, journée dont le journal parisien L'Illustration rend compte le 8 août 1942 ; un chêne est planté à cette occasion, et le 9 août est ouvert à Randan le premier camp des Compagnons de France ; à la fin de cette année, 230 camps y existaient.
Après la Seconde Guerre mondiale, le « deuxième comte de Paris », héritier présomptif du duc de Montpensier, son oncle maternel mort sans descendance (la mère du deuxième comte de Paris était Isabelle d'Orléans-Montpensier, sœur du duc Ferdinand et femme de Jean d'Orléans duc de Guise, le fils de Robert duc de Chartres), revendique sans succès auprès de sa tante par alliance puis de son héritier José María de Huarte, un lot important d'argenterie et de bijoux de famille issu du « legs Montpensier » ; il est débouté en justice, peut-être, comme cela a été avancé par certains, sur intervention personnelle du général Franco, dont la duchesse (née Isabelle Gonzalez de Olaneta e Ibarreta) était proche. En effet, elle légua ses biens à José María de Huarte, aristocrate espagnol qui fut son majordome et son second époux secret, ce qui lui aurait permis d'échapper à des droits de mutation très importants à sa mort.

### Renaissance
En février 1991, l'État français, soucieux d'empêcher la dispersion des souvenirs des Orléans remisés là depuis soixante-dix ans, la chapelle néo-classique (1831) abritant notamment trois cénotaphes copiés sur ceux de la nécropole familiale de Dreux – dont celui d'Adélaïde d'Orléans au gisant dû à Aimé Millet et daté de 1876 – les classe Monuments historiques en qualité d'ensemble mobilier lié à une demeure ancienne, ainsi que la plus grande partie des collections.
Henri d'Orléans, le « deuxième comte de Paris », intervient auprès de Valéry Giscard d'Estaing, président du Conseil régional d'Auvergne, afin que Randan ne soit pas vidé et démantelé.
En 1999, les héritiers Huarte mettent en vente aux enchères publiques les collections du domaine de Randan – le catalogue (900 lots) de l'importante vacation prévue les 23 et 24 mai 1999 est établi par l'étude de commissaires-priseurs parisiens Millon et associés. L'État s'y oppose et achète en 2000 les collections composées de trente-cinq tableaux dont Le duc de Montpensier et sa suite en compagnie du roi de Grèce et de sa cour devant les ruines du temple de Jupiter à Athènes de Dominique Papety, de meubles (dont une suite de quatorze fauteuils livrés par Jacob pour le château), de 280 pièces d'armes et 4 896 objets, tandis que début 2003 le Conseil régional d'Auvergne fait l'acquisition des bâtiments, sur lesquels il engage un vaste programme de rénovation.
Le 30 octobre 2000 a lieu à l'Hôtel Drouot à Paris la vente de « Souvenirs historiques provenant de la succession de Mgr Henri d'Orléans, comte de Paris » ; le 29 novembre suivant y sont vendus par l'étude Millon et associés cent vingt éléments du service du château de Randan « à fond vert de moufle » (Sèvres, 1838-1842, motifs de fleurs et de fruits du peintre Sinsson : sans doute Jacques-Nicolas ou Pierre Sinsson), dérivé du service de Louis-Philippe à Fontainebleau, comprenant 1 352 pièces pour soixante couverts, qui fut commandé par le roi pour sa sœur.
En 2005 est créée l'Association des Amis du domaine royal de Randan pour appuyer ces efforts et recueillir les documents historiques relatifs au domaine.
En 1996 plusieurs photographies, parfois annotées,
- de la première comtesse de Paris Marie-Isabelle au château au milieu d'un groupe d'infirmières et de soldats avec sa fille Amélie, dernière reine de Portugal (détrônée en 1910), puis sur son lit de mort à Séville ;
- du jeune « duc de Montpensier » Ferdinand devant la façade est du château ;
- du couple ducal sortant de l'église de Randan le jour du mariage (20 août 1921) ;
- du duc Philippe d'Orléans (1869-1926), frère aîné de Ferdinand, devant son atelier de naturaliste ; et d'une salle du musée cynégétique qu'il créa dans sa résidence anglaise de Woodnorton – qui appartint à Henri d'Orléans, duc d'Aumale – offertes par lui à la Ville de Paris qui les installa au Jardin des Plantes (Muséum d'Histoire naturelle),

toutes clichés familiaux issus des archives familiales d'Henri d'Orléans, deuxième comte de Paris, ont été publiées dans son Album de famille, texte de Michel de Grèce (Perrin).

#### Vestiges royaux à l'encan
- trois vues du château de Randan, une huile de Jean-Antoine Siméon Fort (1843) portant les marques (chiffres) LPO (Louis-Philippe d'Orléans) et EAL (Eugène-Adélaïde-Louise, la sœur du roi des Français) couronnées, une lithographie et une lithographie en couleurs d'après Charles Bour, ainsi qu'une paire de jardinières en forme de hautes corbeilles ajourées en porcelaine de Sèvres portant la marque du château, ont figuré dans la vente aux enchères publiques du contenu de la Quinta do Anjinho (à Sintra, Portugal) ayant appartenu à Henri d'Orléans, deuxième comte de Paris, et à son épouse, à Monaco les 14 et 15/12/1996 (reprod. sous les numéros 76, 77 et 248 du catalogue) ;
- une série de cinq dessins à l'encre et au lavis du XIXe siècle représentant le château, entre autres souvenirs historiques provenant de familles royales, dont un coffret revêtu de cuir contenant les clefs des jardins royaux – dont celui de Randan – offerts par Louis-Philippe à sa sœur Adélaïde, fut vendue aux enchères publiques à Paris le 18 mai 2009 ;
- des souvenirs historiques des « archives du château de Randan, la collection de la reine Amélie de Portugal » (1865-1951) des portraits de Louis-Philippe, duc d'Orléans (Philippe-Égalité, père du roi Louis-Philippe) par Charles-Philippe Larivière (1836) et de la future reine Marie-Amélie, femme de Louis-Philippe, par François Gérard (1817), ont figuré dans une vente aux enchères publiques à Paris le 2 décembre 2015 (cf La Gazette Drouot, no 40, du 20 novembre 2015, p. 119).
- un portrait de Louis XIII par l'atelier de Philippe de Champaigne (vers 1620) provenant du duc de Montpensier à Randan figure dans la vente aux enchères de l'étude Collin-Du Bocage du 23 juin 2017 à Paris-Drouot (reprod. coul p. 105 de La Gazette Drouot no 23 du 9 juin 2017).
Le parc de l'ancien domaine royal est classé monument historique le 21 février 2001.

## Propriétaires

### Châtelains de Randan[13]
Jusqu'au XIe siècle, les gens ne se connaissaient que par leur surnom. C'est à partir de cette époque que les nobles adoptèrent des noms fixes et héréditaires. C'est donc en 1204 qu'on relève l'existence d'un Beaudoin de Randan, dont on ne sait pratiquement rien, si ce n'est sa descendance.

### Période récente
| Nom des possesseurs de Randan                                                           | Renseignements complémentaires                                                                               |
| --------------------------------------------------------------------------------------- | --- |
| Adélaïde d'Orléans achète en 1821 la part de Félix de Choiseul, duc de Praslin          | cette portion comprenait le château                                                                          |
| Adélaïde d'Orléans achète en 1826 les parts du comte de Lavalette et du baron de Forget | |
| Antoine d'Orléans, duc de Montpensier, de 1847 à 1890                                   | neveu |
| Marie-Isabelle d'Orléans, comtesse de Paris, de 1890 à 1919                             | fille |
| Ferdinand d'Orléans, « duc de Montpensier », de 1919 à 1924                             | fils |
| Maria Isabel Gonzales de Oleñata y Ibaretta, sa veuve 1924 à 1958                       | épouse |
| José María de Huarte 1958 à 1969                                                        | Marié en secret avec Maria Isabel Gonzales de Oleñata y Ibaretta, puis légataire universel de cette dernière |
| Conseil régional d'Auvergne à partir de 1999                                            | |

## Architecture

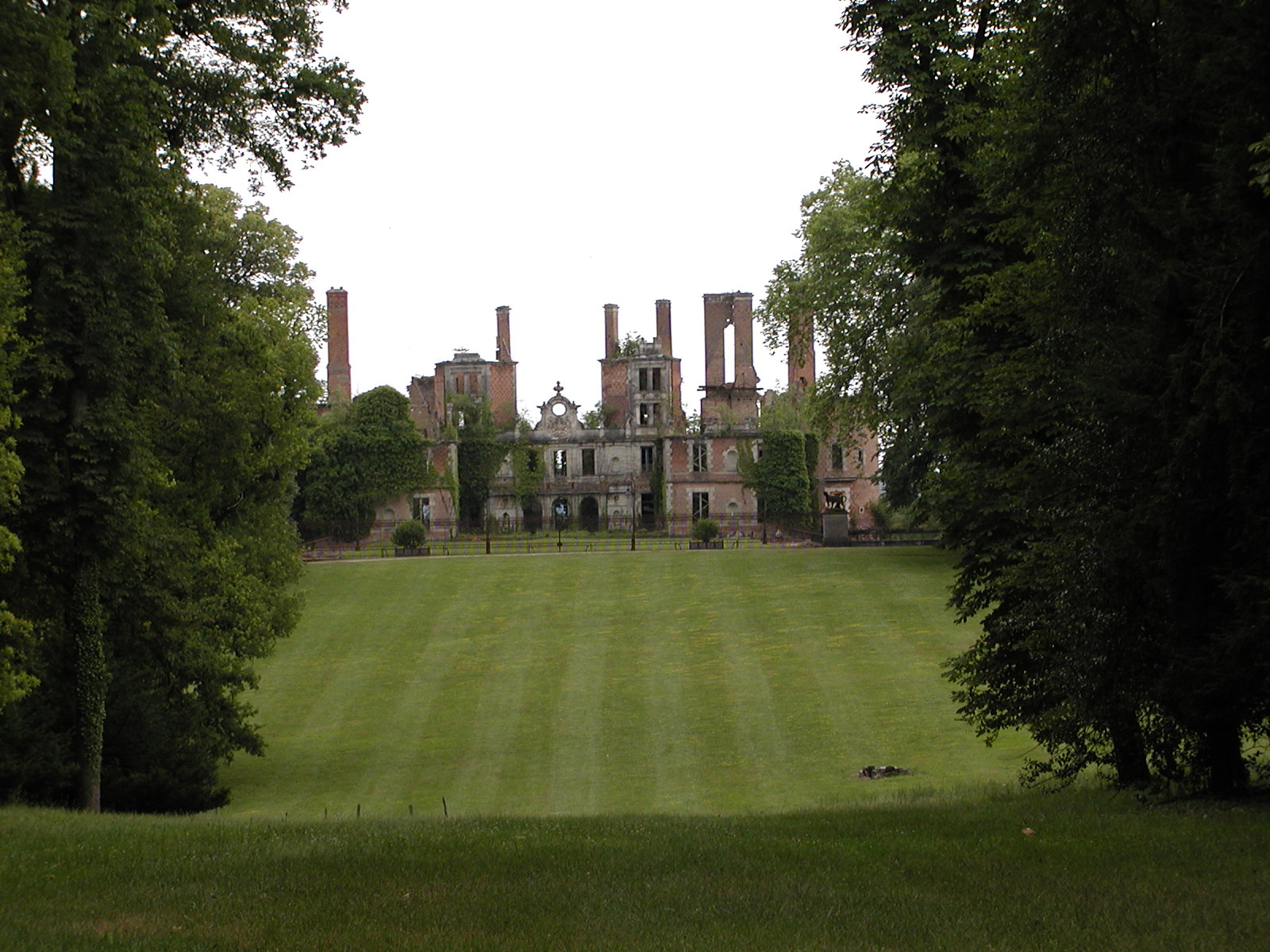
Parc et château de Randan

Le château de Randan est construit en briques polychromes sur deux étages et couvert de hauts toits en ardoise percés de lucarnes ornementées.
Il présente sur sa façade nord un corps de logis encadré de deux tourelles hexagonales et de deux pavillons en retour d'angle.
Les cuisines, attenantes au château, construites en 1821, sont composées de huit salles voûtées et couvertes d'une terrasse. La chapelle, de style néo-classique, conserve l'ensemble de son décor intérieur, parquets, verrières, stucs et caissons de plafond en trompe-l'œil, datant de 1831.
Les autres bâtiments sont l'orangerie, la maison de l'inspecteur et les grands communs, bâtiment construit sur un plan en H, qui abritait les dépendances, vacherie, laiterie, écurie, sellerie et ateliers.

## Le parc du Domaine royal de Randan
Le parc du Domaine royal de Randan est inscrit au pré-inventaire des jardins remarquables.
Réalisé par Pierre Fontaine, il s'inspirait de plusieurs genres traditionnels de jardins : jardins réguliers aux abords du château suivant le style du jardin à la française, vastes espaces paysagers agrémentés de pièces d'eau et d'un obélisque et d'autres fabriques du parc à l'anglaise, terrasse à l'italienne avec ses pergolas, ses ferronneries, ses lanternes et ses jardinières.
Le parc est composé de larges parties boisées, de prairies plantées d'essences communes et exotiques et compte également plusieurs bassins artificiels.
Il comprend aussi une vaste orangerie (56 m de long), un potager où se trouvent trois serres chaudes (dont deux réalisées en 1837 sur le modèle de celles du potager du château de Versailles, aujourd'hui disparues), un verger et deux glacières.

Château de Randan
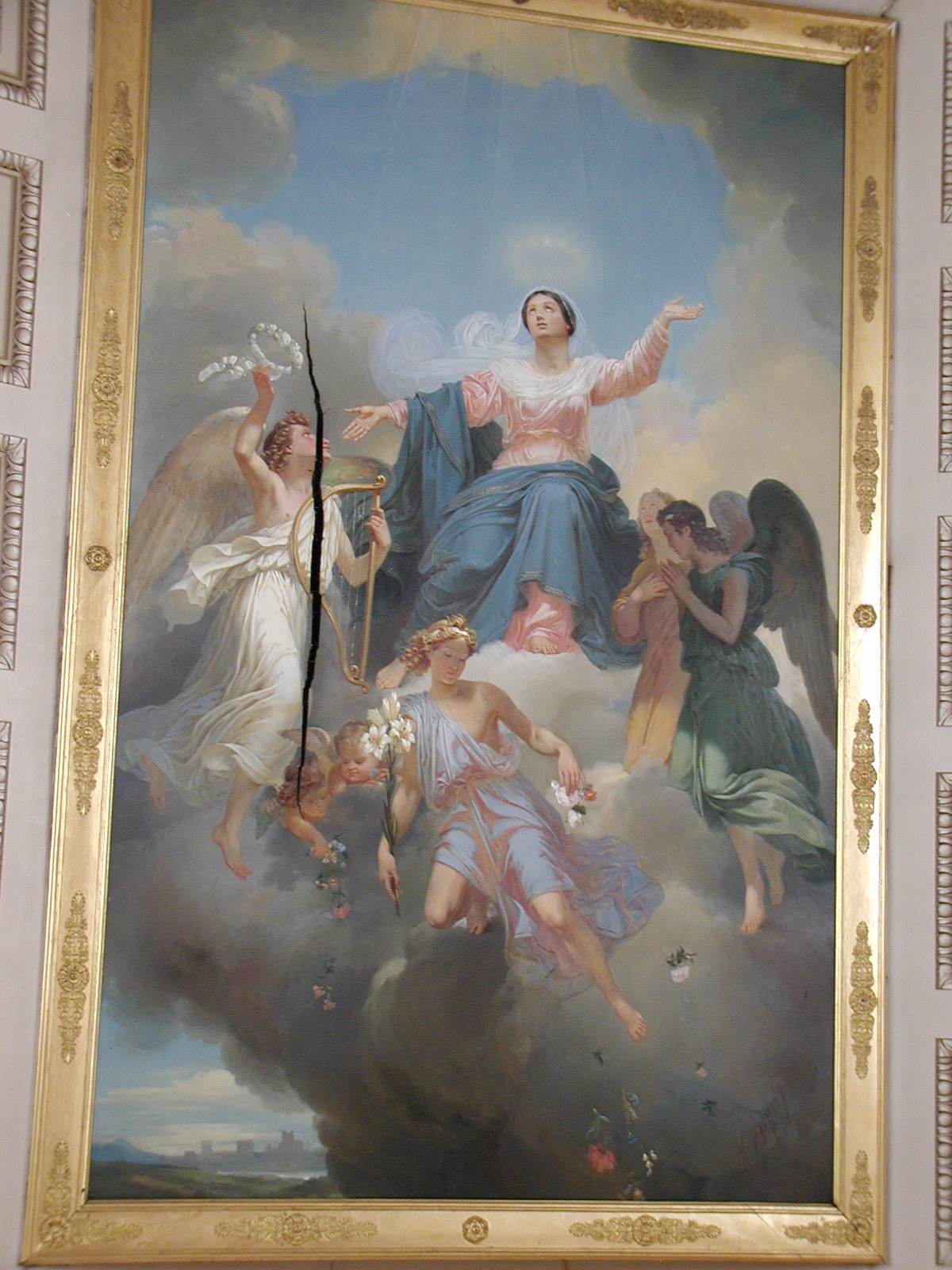
Assomption, plafond de la chapelle royale
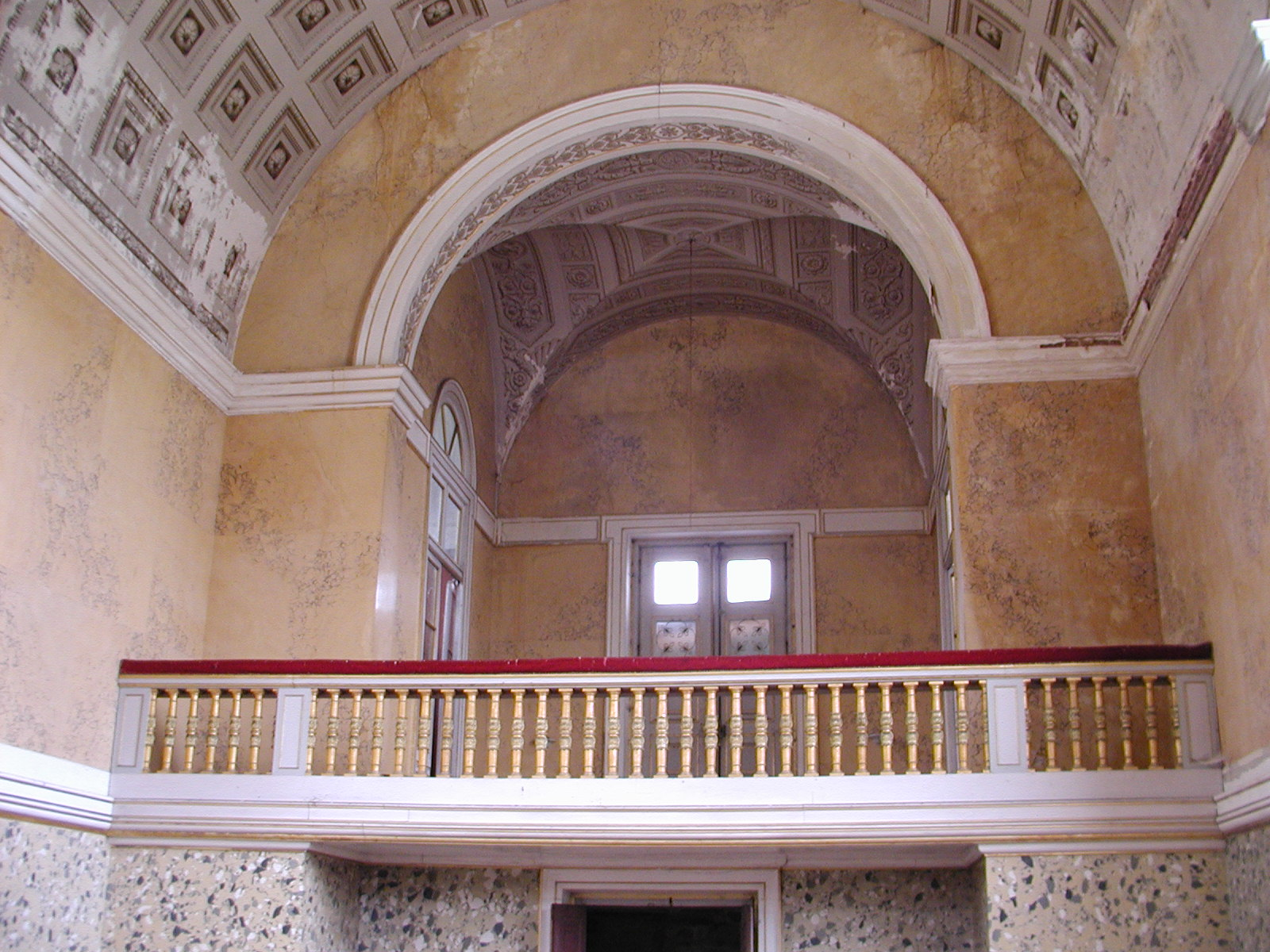
Chapelle royale
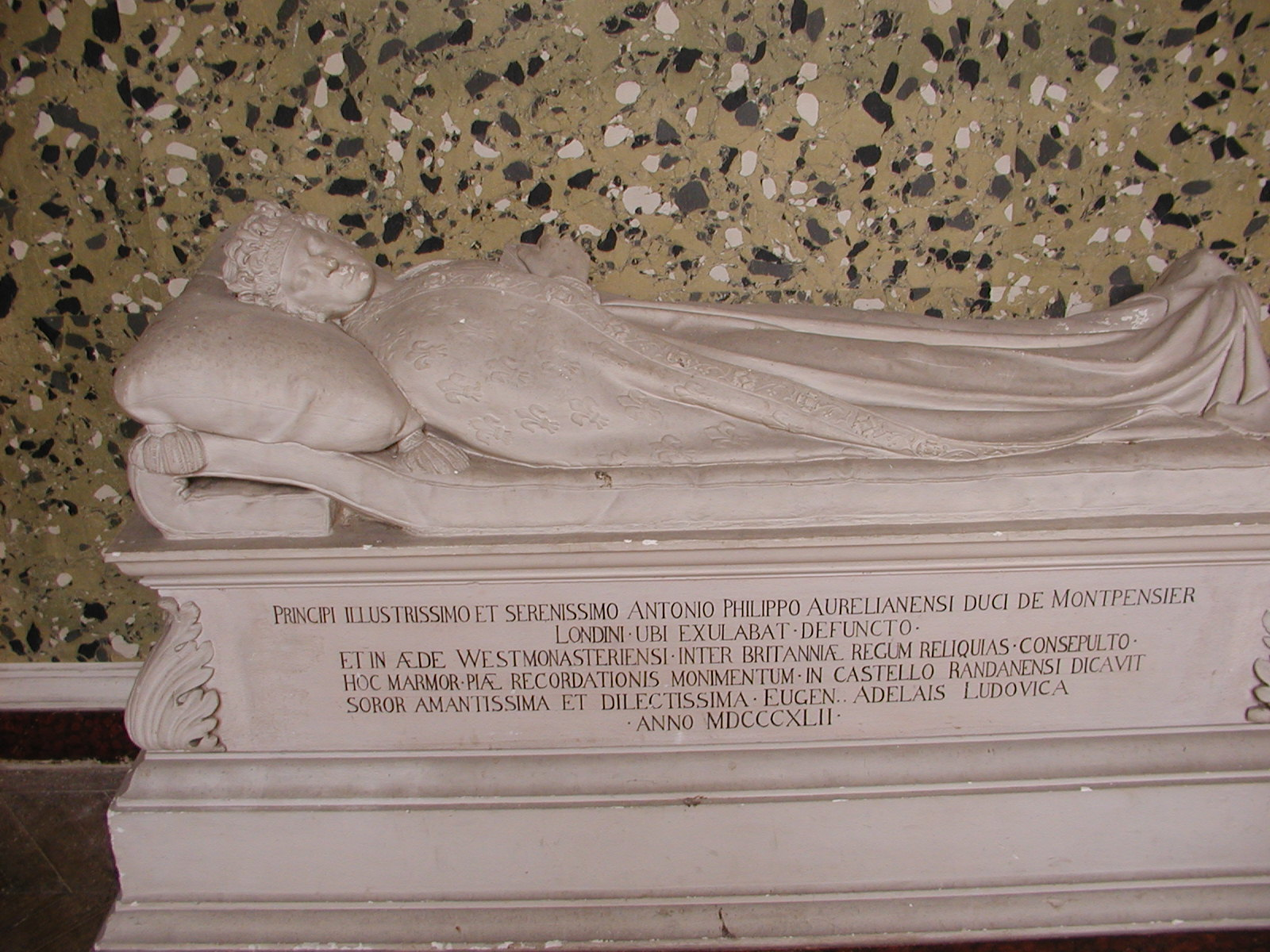
Cénotaphe d'Antoine d'Orléans, chapelle royale

## Visites
Le Domaine royal de Randan est habituellement ouvert au public de fin avril à fin septembre. Il est alors possible de suivre deux visites guidées : la visite historique qui permet d'accéder aux intérieurs (chapelle royale et cuisines) ; la présentation de l'exceptionnelle collection cynégétique de Ferdinand d'Orléans (plus de 450 animaux, naturalisés par le célèbre taxidermiste anglais Rowland Ward).
L'ancienne maison du régisseur du domaine est aujourd'hui un lieu d'exposition où sont notamment présentés les pièces de mobilier dernièrement restaurées, les pianos de la famille d'Orléans, ensemble unique illustrant toutes les étapes de la facture de l'instrument au cours du XIXe siècle, ainsi que partie du service de Sèvres commandé par le roi Louis-Philippe pour le domaine de Randan en 1838.
On peut également découvrir le parc en promenade.